# Santa Ana Zegache
Santa Ana Zegache là một đô thị thuộc bang Oaxaca, México. Năm 2005, dân số của đô thị này là 3196 người.